# Таска
Та́ска (рос. Таска) — селище у складі Таштагольського району Кемеровської області, Росія. Входить до складу Усть-Кабирзинського сільського поселення.

## Населення
Населення — 14 осіб (2010; 28 у 2002).
Національний склад (станом на 2002 рік):
- росіяни — 64 %
- шорці — 36 %